# Wenshan Puzhehei Airport
Wenshan Puzhehei Airport (kinesiska: 文山普者黑机场, 文山普者黑機場, Wénshān pǔzhěhēi Jīchǎng) är en flygplats i Kina. Den ligger i provinsen Yunnan, i den sydvästra delen av landet, omkring 240 kilometer sydost om provinshuvudstaden Kunming. Wenshan Puzhehei Airport ligger 1 605 meter över havet.
Runt Wenshan Puzhehei Airport är det ganska tätbefolkat, med 120 invånare per kvadratkilometer. Trakten runt Wenshan Puzhehei Airport består i huvudsak av gräsmarker.
Genomsnittlig årsnederbörd är 1 301 millimeter. Den regnigaste månaden är juli, med i genomsnitt 272 mm nederbörd, och den torraste är februari, med 14 mm nederbörd.